# Eucereon bipuncta
Eucereon bipuncta là một loài bướm đêm thuộc phân họ Arctiinae, họ Erebidae.